# Конєв Андрій Олексійович
Андрій Олексійович Конєв (рос. Андрей Алексеевич Конев; 26 січня 1989, м. Міас, СРСР) — російський хокеїст, захисник. Виступає за «Локомотив» (Ярославль) у Континентальній хокейній лізі.  

## Кар'єра
Вихованець хокейної школи «Трактор» (Челябінськ). Виступав за «Трактор-2» (Челябінськ), «Трактор» (Челябінськ), «Білі Ведмеді» (Челябінськ). 